# Revolta dos Colonos (Caxias do Sul)

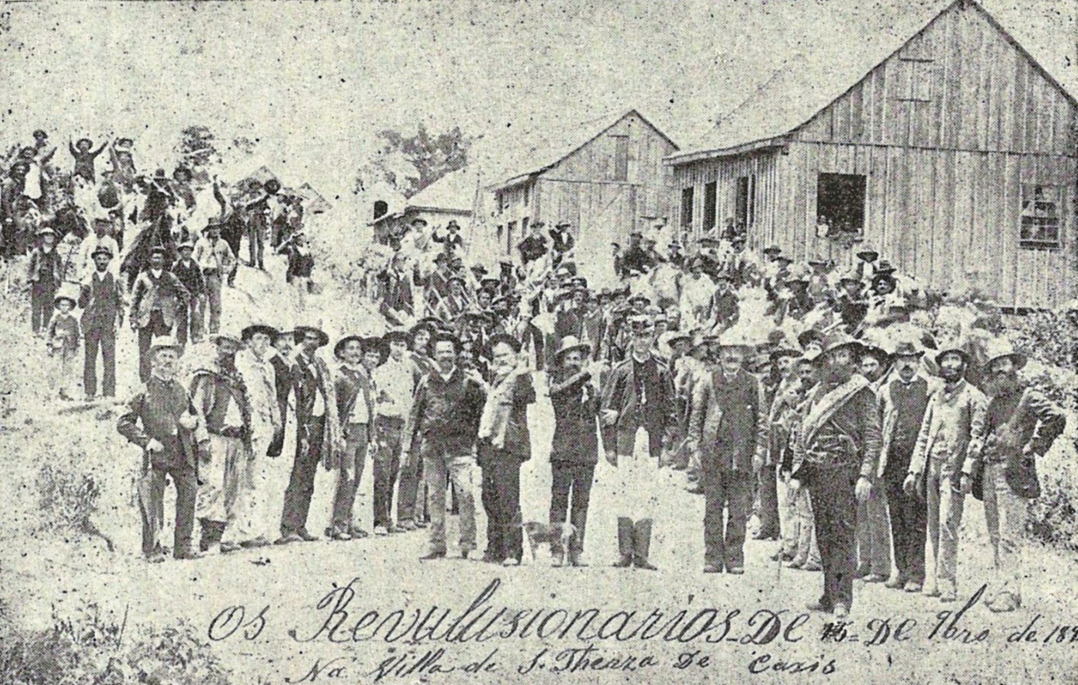
Líderes da primeira Revolta dos Colonos. No primeiro plano, ao centro, de farda, o delegado de polícia Francisco Januário Salerno, e à extrema direita, com uma faixa ao peito, o chefe dos revoltosos, Afonso Amabile.

A Revolta dos Colonos foi um levante popular dos colonos italianos na antiga colônia de Caxias do Sul, Brasil.
Em 20 de junho de 1890 a Colônia Caxias, como era chamada a região, foi elevada à condição de vila, com o nome de Vila de Santa Teresa de Caxias, que passava a necessitar de uma organização legal para se autogerir. Em Portaria de 28 de junho o Governo Estadual nomeou uma Junta Governativa para administrar o município, integrada por Ernesto Marsiaj, Angelo Chitolina e Salvador Sartori, acumulando os poderes Legislativo e Executivo. Em 26 de novembro de 1891 ocorreu a primeira revolta, liderada por Afonso Amabile, que derrubou a Junta e instalou uma Junta Revolucionária, presidida pelo delegado de polícia Francisco Januário Salerno. Os revoltosos protestavam principalmente contra a cobrança de impostos atrasados com juros e multas e contra as más condições das estradas, e divergiam da orientação política de alguns membros da administração. A revolta foi pacificada em 14 de dezembro, quando a Junta reassumiu suas funções. No dia seguinte ela deu posse ao primeiro Conselho Municipal, eleito em 20 de outubro, e encerrou suas atividades.
O Governo do Estado, tentando agradar os dissidentes, indicou dois revoltosos para integrar o novo Conselho, Luiz Pieruccini e Domingos Maineri. No entanto, a solução encontrada não agradou ninguém. O clima permanecia tenso e em 25 de junho de 1892 eclodiu outro movimento, envolvendo 300 sediciosos, que derrubou o Conselho e assumiu a administração municipal através de outra Junta Revolucionária, composta por Luiz Pieruccini, Domingos Maineri e Vicente Rovea, apoiados por Francisco Salerno, que se autonomeou Intendente. O Conselho apelou ao Governo Estadual, que indicou em 5 de julho de 1892 o primeiro Intendente, Antônio Xavier da Luz. Xavier também tentou aplacar a insatisfação popular indicando Luiz Pieruccini como sub-Intendente. Os revoltosos enfim se entregam e a ordem volta à cidade. Em 12 de outubro de 1892 o Conselho foi solenemente reempossado.